# Toni Morrison
Toni Morrison (născută Chloe Ardelia Wofford, n. 18 februarie 1931, Lorain⁠(d), Ohio, SUA – d. 5 august 2019, New York City, New York, SUA) a fost o autoare, editoare și profesoară universitară americană la Princeton University, câștigătoare a Premiului Pulitzer în 1987 și al Premiul Nobel pentru literatură în 1993, pentru întreaga sa operă.
Morrison a câștigat Premiul Pulitzer pentru ficțiune și American Book Award în 1988 pentru romanul Beloved (1987). Romanul a fost adaptat într-un film din 1998 (în care au jucat Oprah Winfrey și Danny Glover) în 1998. Toni Morrison a primit premiul Nobel pentru literatură în 1993. În 1996, National Endowment for Humanities a selectat-o pentru Prelegerea lui Jefferson (Jefferson Lecture), cea mai înaltă onoare a guvernului federal american pentru realizarea în domeniul umanist.
Morrison a fost de asemenea onorată, în 1996, cu Medalia de distinsă contribuție (Medal of Distinguished Contribution) pentru American Letters, oferită de National Book Foundation. Morrison a scris libretul pentru o nouă operă,  Margaret Garner, prezentată în premieră absolută în 2005. La 29 mai 2012, președintele Barack Obama i-a conferit lui Morrison Medalia prezidențială a libertății. În 2016, scriitoarea americană a primit premiul PEN/Saul Bellow Award for Achievement in American Fiction.
Romanele ei sunt cunoscute pentru temele lor epice, dialogul însuflețit și personaje de culoare cu trăsături de personalitate descrise în amănunt. Printre cele mai cunoscute romane ale sale se numără și Cei mai albaștri ochi (The Bluest Eye, 1970, ISBN 0-452-28706-5), Cântecul lui Solomon (Song of Solomon, 1977, ISBN 1-4000-3342-X), și Mult iubită (Beloved, 1987, ISBN 1-4000-3341-1), pentru care a câștigat Premiul Pulitzer pentru Ficțiune în 1988. În 2002, savantul Molefi Kete Asante a menționat-o pe Toni Morrison pe lista lui de cei mai buni 100 de afro-americani.

## Începutul vieții și al carierei
Toni Morrison s-a născut în Lorain, Ohio având ca părinți pe George și Ramah (Willis) Wofford și fiind al doilea dintre cei patru copii ai familiei. Când era copil, Morrison citea mereu; printre autorii ei preferați erau Jane Austen și Lev Tolstoy. Tatăl ei i-a povestit multe povești tradiționale din comunitatea negrilor (această metodă a narațiunii își va face mai târziu loc în scrierile autoarei).
În 1949 Morrison a intrat la Universitatea Howard pentru a studia engleza. Morrison și-a luat licența în engleză la Howard în 1953, apoi și-a luat Masteratul, tot în engleză, la Universitatea Cornell în 1955, pentru care a scris o dizertație despre sinucidere în lucrările lui William Faulkner și Virginia Woolf . După absolvire, Morrison a devenit asistent universitar la catedra de limbă engleză la Universitatea de Sud Texas în Houston, Texas (între 1955-57) apoi s-a întors la Howard pentru a preda limba engleză. Ea a devenit membră a comunității de fete Alpha Kappa Alpha.
În 1958 ea s-a căsătorit cu Harold Morrison, un arhitect jamaican și coleg la Universitatea Howard. Ei au avut doi copii, Harold și Slade, dar au divorțat în 1964. După divorț, ea s-a mutat în Syracuse, New York, unde a muncit ca editor de texte. Un an și jumătate mai târziu, ea s-a dus să muncească, ca editor, la sediul din New York City al Random House.
Ca editor, Morrison a jucat un rol important în a aduce literatura autorilor de culoare în curentul principal. Ea a editat cărți ale unor autori ca Toni Cade Bambara, Angela Davis și Gayl Jones.

## Cariera de scriitor

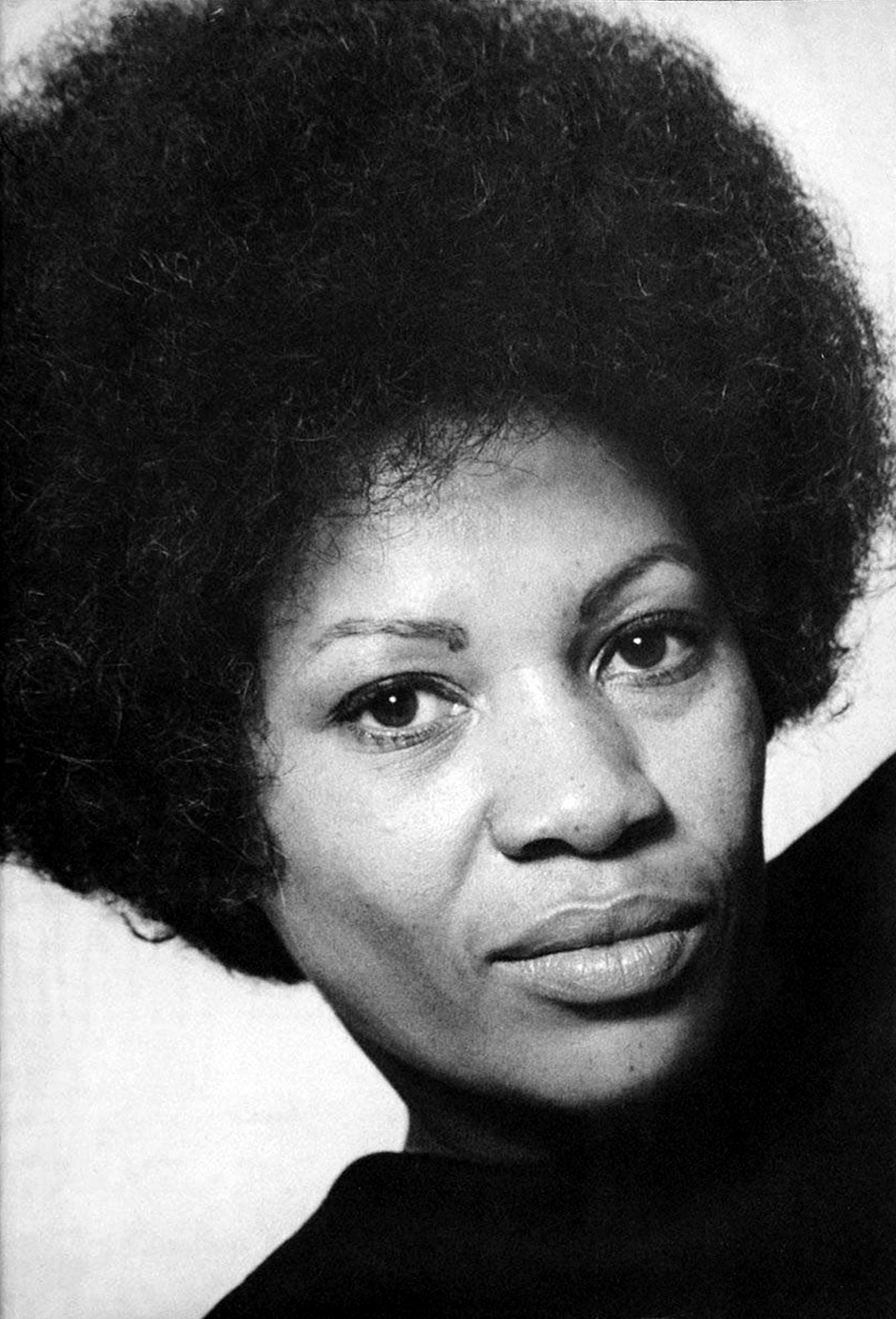
Toni Morrison în 1970

Morrison a început să scrie ficțiune în cadrul grupului neoficial de poeți și scriitori de la Universitatea Howard, care se întâlneau pentru a discuta ceea ce scriau. Ea a participat la o întâlnire și a citit o povestire despre o fată, o negresă care dorea să aibă ochi albaștri. Povestirea a evoluat mai târziu, devenind primul ei roman, Cei mai albaștri ochi (1970), pe care l-a scris în timp ce creștea doi copii și muncea ca profesoară la Howard. În 2000 cartea ei a fost aleasă pe lista de la Oprah's Book Club.
În 1975, romanul ei Sula (1973) a fost nominalizat pentru Premiul National Book. Cel de-al treilea roman al ei, Cântecul lui Solomon (1977), a adus-o în atenția întregii națiuni. Cartea a fost un titlu principal pe lista Clubului Cartea lunii, fiind primul roman scris de un autor de culoare care a fost ales de la romanul lui Richard Wright Fiul băștinaș din 1940. Cartea a câștigat Premiul National Book Critics Circle.
În 1987, romanul scris de Morrison Mult iubită a avut foarte mult succes. Când romanul nu a câștigat Premiul National Book și nici Premiul National Book Critics Circle, un număr de scriitori au protestat împotriva acestei omiteri. La scurt timp după aceea, cartea a câștigat Premiul Pulitzer pentru ficțiune. Mult iubită a fost adaptat în 1998 în filmul Mult iubită (film) având ca protagoniști pe Oprah Winfrey și Danny Glover. Morrison a folosit mai târziu povestea vieții doamnei Margaret Garner iarăși într-o operă, Margaret Garner, pe muzica lui Richard Danielpour. În mai 2006, New York Times Book Review a numit cartea Mult iubită ca fiind cel mai bun roman din american publicat în ultimii douăzeci și cinci de ani.
În 1993 Morrison a câștigat Premiul Nobel pentru literatură, fiind prima femeie de culoare care primit acest premiu. Ea este menționată astfel pentru câștigarea premiului Nobel: Toni Morrison, "care este caracterizată în romanele sale prin forță vizionară și semnificații poetice, dă viață unui aspect esențial din realitatea americană." La scurt timp după aceea, casa ei din Rockland County, New York a fost distrusă de un incendiu.
În 1996 National Endowment for the Humanities a ales-o pe Toni Morrison pentru a prezenta Conferința Jefferson, cea mai înaltă onoare a guvernului federal a S.U.A pentru realizări în domeniul științelor umaniste. Cuvântarea ținută de Morrison, intitulată "Viitorul timpului: Literatura și nivelul scăzut al așteptărilor," a început cu aforismul "Se pare că timpul nu are viitor" și a prevenit publicul că nu e corect ca istoria să fie folosită în mod greșit pentru micșorarea așteptărilor în viitor.
Deși romanele sale se concentrează de obicei asupra femeilor de culoare, Morrison nu își identifică operele ca fiind feministe. Ea a precizat că "unii cititori găsesc pretextul că eu sunt implicată în prezentarea unor broșuri feministe. Nu mă înscriu între susținătorii patriarhatului și nu cred că ar trebui înlocuit cu matriarhatul. Cred că este o chestiune de acces egal și de a deschide uși pentru o mulțime de oportunități."
Pe lângă romanele sale, Morrison a scris și cărți pentru copii în colaborare cu fiul ei cel mic, Slade Morrison, care este pictor și muzician.

## Viața de mai târziu
Morrison a predat engleza la două facultăți Universitatea de Stat din New York. În 1984 ea a fost numită la catedra Albert Schweitzer în de la Universitate de la Albany, Universitatea de Stat din New York. Din 1989 până la pensionarea ei, în 2006, Morrison a ocupat catedra Robert F. Goheen Chair în cadrul Științelor Umaniste la Universitatea Princeton.
Deși se ocupa cu Programul de Scriere Creativă, Morrison nu a ținut ateliere de scriere pentru studenți decât la finalul anilor 1990, fapt care i-a adus critici. Mai degrabă, ea a conceput și dezvoltat prestigiosul Atelier Princeton, un program care adună studenți talentați și artiștii apreciați, faimoși în lumea întreagă. Împreună, studenții și artiștii produc opere de artă care sunt prezentate publicului la finalul unui semestru de colaborare. În caliatea sa de profesor la Princeton, Morrison și-a folosit experiența pentru a-i încuraja nu numai pe scriitorii noi și care ieșeau în evidență, ci și artiștii care munceau să dezvolte noi forme de artă prin interdisciplinaritate și cooperare.

## Distincții
- 1977 „National Book Critics Circle Award” pentru Song of Solomon
- 1977 „American Academy and Institute of Arts and Letters Award”
- 1987-88 Robert F. Kennedy Book Award[57]
- 1988 „American Book Award” pentru Beloved
- 1988 „Anisfield-Wolf Book Award in Race Relations” pentru Beloved
- 1988 „Premiul Pulitzer pentru ficțiune” pentru Beloved
- 1989 „Modern Language Association Commonwealth Award in Literature”
- 1993 Premiul Nobel pentru Literatură
- 1993 „Ordre des Arts et des Lettres”, Paris
- 1994 Condorcet Medal, Paris
- 1994 „Pearl Buck Award”
- 1994 Rhegium Julii Prize for Literature
- 1996 „Jefferson Lecture”
- 1996 „National Book Foundation's Medal of Distinguished Contribution to American Letters”
- 2000 „National Humanities Medal”
- „Unitarian Universalist Association Frederic G. Melcher Book Award”
- Cavaler al Leginii de onoare, Franța, 2010[58]